# El Siviral
El Siviral är en ort i Mexiko.   Den ligger i kommunen Navojoa och delstaten Sonora, i den nordvästra delen av landet, 1 400 km nordväst om huvudstaden Mexico City. El Siviral ligger 38 meter över havet och antalet invånare är 1 021.
Terrängen runt El Siviral är platt. Runt El Siviral är det ganska glesbefolkat, med 36 invånare per kvadratkilometer. Närmaste större samhälle är Navojoa, 6,7 km sydost om El Siviral. Trakten runt El Siviral består till största delen av jordbruksmark.